# Chilimalopsis parvula
Chilimalopsis parvula là một loài Hymenoptera trong họ Apidae. Loài này được Toro mô tả khoa học năm 1976.